# Référendum mongol de 1945
Le référendum mongol de 1945 a lieu le 20 octobre 1945 afin de faire approuver par la population le principe de l'indépendance définitive de la Mongolie.
98,4 % du corps électoral participe officiellement à la consultation, les « oui » l'emportant à l'unanimité. Avec un vote unanime de 100 %, certains doute la véracité des résultats même s'il ne fait peut de doute sur son issue, la Mongolie ayant obtenu de facto son indépendance de la république de Chine lors de la révolution mongole de 1921.

## Contexte
En 1921, les dernières troupes chinoises en Mongolie extérieure avaient été expulsées par le général russe blanc Roman von Ungern-Sternberg, provoquant une intervention soviétique. La République populaire mongole était en réalité un État satellite non reconnu de l'Union soviétique (URSS). Vers la fin de la Seconde Guerre mondiale, l'URSS a poussé la Chine à reconnaître formellement le statu quo, menaçant d’attiser le nationalisme mongol en Chine. Dans le traité d'amitié et d'alliance sino-soviétique signé le 14 août 1945, la Chine a accepté de reconnaître l'indépendance de la Mongolie après un référendum réussi.
En janvier 1946, le gouvernement nationaliste de la république de Chine reconnut officiellement « l'indépendance de la Mongolie extérieure » sur la base des résultats d'un référendum.